# Despeleza
Despeleza là một chi thực vật có hoa trong họ Đậu.